# Saint-Nazaire, Pyrénées-Orientales
Saint-Nazaire (în catalană Sant Nazari) este o comună în departamentul Pyrénées-Orientales din sudul Franței. În 2009 avea o populație de 2.413 de locuitori.

## Evoluția populației
| An        | 1975 | 1982  | 1990  | 1999  | 2006  | 2009  |
| --------- | ---- | ----- | ----- | ----- | ----- | ----- |
| Populație | 771  | 1.189 | 2.048 | 2.380 | 2.319 | 2.413 |